# Scarus chameleon
Scarus chameleon är en fiskart som beskrevs av J. Howard Choat och Randall, 1986. Scarus chameleon ingår i släktet Scarus och familjen Scaridae. IUCN kategoriserar arten globalt som livskraftig. Inga underarter finns listade i Catalogue of Life.